# 米克洛什·貝洛

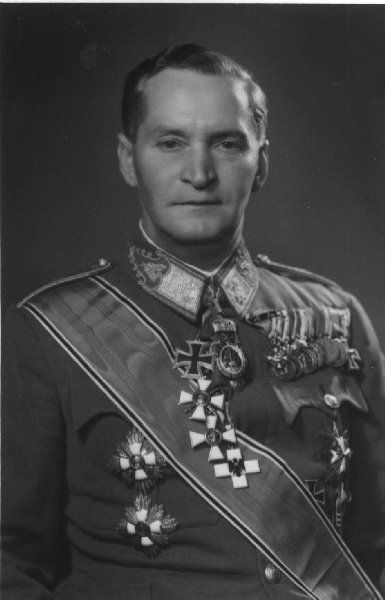
米克洛什·貝洛

達爾諾克騎士米克洛什·貝洛（匈牙利語：Vitéz lófő dálnoki Miklós Béla；1890年6月11日—1948年11月21日），匈牙利上將及戰後首任首相，曾在攝政霍爾蒂·米克洛什親王於1944年發動的反德起義中扮演重要角色，兵敗後率殘部投奔蘇聯，並在蘇聯佔領匈牙利後成立臨時政府，戰後曾參與匈牙利獨立黨抵抗蘇聯，試圖阻止匈牙利淪為其衛星政權，但被其裁定為不法政黨後被迫退隱。